# Ancinus panamensis
Ancinus panamensis är en kräftdjursart som beskrevs av Peter W. Glynn 1974. Ancinus panamensis ingår i släktet Ancinus och familjen Ancinidae. Inga underarter finns listade i Catalogue of Life.